# Коавила
Коавила (шп. Estado de Coahuila de Zaragoza), држава је Мексика. Налази се на северу земље. Има површину од 149.982 km² и 2.474.692 становника (податак из 2005). 
На истоку се граничи са државом Нови Леон, са државама Закатекас и Сан Луис Потоси на југу, и државама Дуранго и Чивава на западу. На северу је америчка савезна држава Тексас, са којом границу чини река Рио Гранде. 
Већи део површине државе покривају степе пустиње Чивава. Планине Источне Сијера Мадре чине границу према Новом Леону. 
Главни град државе Коавила је Салтиљо. Држава је основана 1824. 

## Становништво
| 1990.     | 1995.     | 2000.     | 2005.     | 2010.     |
| --------- | --------- | --------- | --------- | --------- |
| 1.972.340 | 2.173.775 | 2.298.070 | 2.495.200 | 2.748.391 |